# Liederbach am Taunus
Liederbach am Taunus ist eine Gemeinde mit 8851 Einwohnern (31. Dezember 2023) im Main-Taunus-Kreis in Hessen.

## Geographie

### Nachbargemeinden

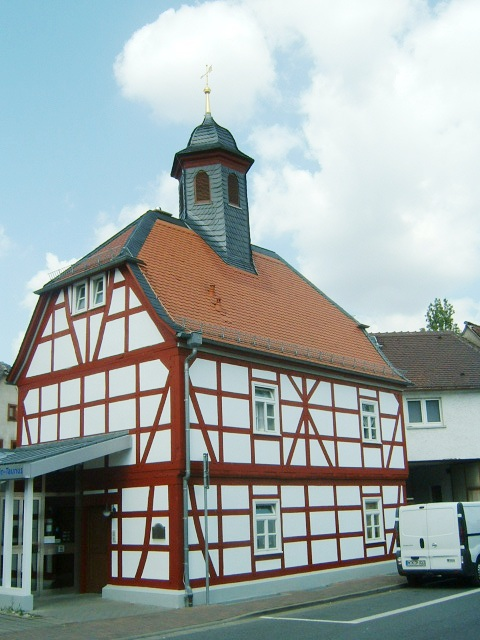
Ehemaliges Rathaus in Alt-Niederhofheim (erbaut 1691)

Liederbach grenzt im Norden an die Stadt Bad Soden am Taunus, im Osten an die Gemeinde Sulzbach (Taunus), im Süden an die kreisfreie Stadt Frankfurt am Main sowie im Westen an die Stadt Kelkheim (Taunus).

### Gliederung
Liederbach besteht aus den beiden Ortsteilen Niederhofheim und Oberliederbach.
Niederhofheim liegt im Westen der Gemeinde. Oberliederbach nimmt den östlichen Teil ein.

### Grüne Mitte
Das Landschaftsbild der Gemeinde ist von der so genannten „Grünen Mitte“ geprägt, welche größtenteils aus bewirtschafteten Ackerflächen und dem großzügigen Bachlauf des Liederbachs besteht. Die Grüne Mitte entspricht etwa einem Sechstel der Gesamtfläche Liederbachs, und die Gemeinde ist um deren Bestand sehr bemüht.

## Geschichte

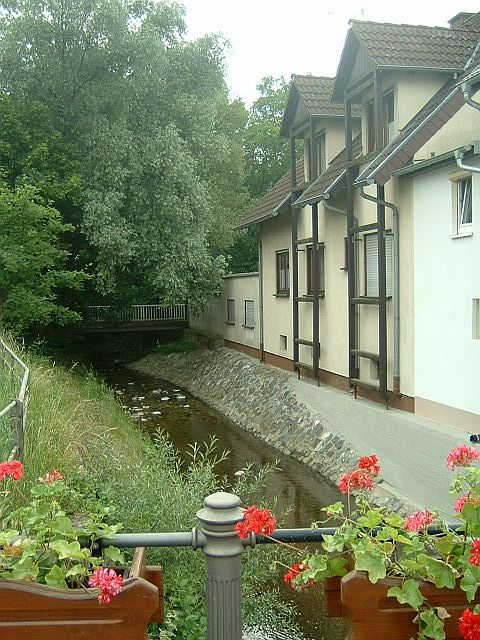
Der Liederbach unterquert die Hauptstraße in Höhe der Gemarkung „Braubach“

Vermutlich um 550 wurden die Dörfer Niederhofheim, Oberliederbach und Unterliederbach gegründet. Die erste urkundliche Erwähnung erfolgte 791 als Leoderbach, das sich im Besitz des Klosters Lorsch befand. 1100 geht Leoderbach als Lehen in den Besitz der Herren von Eppstein über. Diese verkauften das Dorf 1492 an die Landgrafschaft Hessen. Im 17. Jahrhundert hält die Reformation Einzug in Liederbach.
Die Gemeinden Oberliederbach, Unterliederbach und Niederhofheim kamen 1803 zu Nassau-Usingen und schließlich sechs Jahre später zum geeinigten Herzogtum Nassau. Nach dem Deutsch-Deutschen Krieg wurden die drei Orte 1866 der preußischen Provinz Hessen-Nassau zugeordnet. 1903 wurde mit der Station Niederhofheim-Oberliederbach an der Eisenbahnlinie Höchst-Königstein ein eigener Bahnhof errichtet.
1917 wurde Unterliederbach in die Stadt Höchst am Main eingemeindet, welche 1928 ein Stadtteil von Frankfurt am Main wurde. Oberliederbach und Niederhofheim wurden am 1. April 1928 in den neu geschaffenen Main-Taunus-Kreis integriert.
Im Rahmen der hessischen Kommunalreform schlossen sich beide Gemeinden am 31. Dezember 1971 zur neuen Gemeinde Liederbach zusammen. Die nördlich gelegene Heidesiedlung wurde hauptsächlich von den Farbwerken Höchst errichtet, um ihren Mitarbeitern eine ortsnahe Unterkunft zu bieten.

## Religion
Bekenntnisse am 31. Dezember 2015
| römisch-katholisch | protestantisch | sonstige oder ohne |
| 2216 = 23,9 %      | 2451 = 26,4 %  | 4600 = 49,6 %      |

Liederbach ist traditionell protestantisch geprägt, auch wenn sich bedingt durch den starken Zuzug von Heimatvertriebenen nach dem Zweiten Weltkrieg Protestanten und Katholiken heute die Waage halten. Die evangelische Pfarrei in Oberliederbach ist für die gesamte Gemeinde Liederbach zuständig.
Die katholische Kirche St. Marien in Liederbach wurde am 16. August 1987 eingeweiht, nachdem bereits 1974 eine Notkirche aus Holz errichtet wurde. Die Gemeinde in Liederbach ist Filiale der Pfarrei St. Franziskus in Kelkheim-Münster.

## Politik

### Gemeindevertretung
Die Kommunalwahl am 14. März 2021 lieferte folgendes Ergebnis, in Vergleich gesetzt zu früheren Kommunalwahlen:
| Sitzverteilung in der Gemeindevertretung 2021Insgesamt 31 Sitze - SPD: 4 - Grüne: 5 - FDP: 2 - FWG: 7 - CDU: 13 | Parteien und Wählergemeinschaften | Parteien und Wählergemeinschaften           | 2021  | 2021  | 2016  | 2016  | 2011  | 2011  | 2006  | 2006  | 2001  | 2001  |
| Sitzverteilung in der Gemeindevertretung 2021Insgesamt 31 Sitze - SPD: 4 - Grüne: 5 - FDP: 2 - FWG: 7 - CDU: 13 | Parteien und Wählergemeinschaften | Parteien und Wählergemeinschaften           | %     | Sitze | %     | Sitze | %     | Sitze | %     | Sitze | %     | Sitze |
| Sitzverteilung in der Gemeindevertretung 2021Insgesamt 31 Sitze - SPD: 4 - Grüne: 5 - FDP: 2 - FWG: 7 - CDU: 13 | CDU                               | Christlich Demokratische Union Deutschlands | 40,5  | 13    | 41,9  | 13    | 43,7  | 13    | 51,5  | 16    | 46,8  | 14    |
| Sitzverteilung in der Gemeindevertretung 2021Insgesamt 31 Sitze - SPD: 4 - Grüne: 5 - FDP: 2 - FWG: 7 - CDU: 13 | FWG                               | Freie Wählergemeinschaft                    | 21,2  | 7     | 16,3  | 5     | 13,2  | 4     | –     | –     | 8,7   | 3     |
| Sitzverteilung in der Gemeindevertretung 2021Insgesamt 31 Sitze - SPD: 4 - Grüne: 5 - FDP: 2 - FWG: 7 - CDU: 13 | Grüne                             | Bündnis 90/Die Grünen                       | 17,4  | 5     | 11,8  | 4     | 14,8  | 5     | 9,0   | 3     | 8,5   | 3     |
| Sitzverteilung in der Gemeindevertretung 2021Insgesamt 31 Sitze - SPD: 4 - Grüne: 5 - FDP: 2 - FWG: 7 - CDU: 13 | SPD                               | Sozialdemokratische Partei Deutschlands     | 13,8  | 4     | 20,3  | 6     | 22,2  | 7     | 23,6  | 7     | 26,7  | 8     |
| Sitzverteilung in der Gemeindevertretung 2021Insgesamt 31 Sitze - SPD: 4 - Grüne: 5 - FDP: 2 - FWG: 7 - CDU: 13 | FDP                               | Freie Demokratische Partei                  | 7,1   | 2     | 9,7   | 3     | 6,0   | 2     | 15,9  | 5     | 9,4   | 3     |
| Sitzverteilung in der Gemeindevertretung 2021Insgesamt 31 Sitze - SPD: 4 - Grüne: 5 - FDP: 2 - FWG: 7 - CDU: 13 | Gesamt                            | Gesamt                                      | 100,0 | 31    | 100,0 | 31    | 100,0 | 31    | 100,0 | 31    | 100,0 | 31    |
| Sitzverteilung in der Gemeindevertretung 2021Insgesamt 31 Sitze - SPD: 4 - Grüne: 5 - FDP: 2 - FWG: 7 - CDU: 13 | Wahlbeteiligung in %              | Wahlbeteiligung in %                        | 61,8  | 61,8  | 54,6  | 54,6  | 51,2  | 51,2  | 48,3  | 48,3  | 57,5  | 57,5  |

### Bürgermeister
Nach der hessischen Kommunalverfassung wird der Bürgermeister für eine sechsjährige Amtszeit gewählt, seit dem Jahr 1993 in einer Direktwahl, und ist Vorsitzender des Gemeindevorstands, dem in der Gemeinde  Liederbach am Taunus neben dem Bürgermeister ehrenamtlich ein Erster Beigeordneter und sieben weitere Beigeordnete angehören. Bürgermeisterin ist seit dem 1. Januar 2009 Eva Söllner (CDU), die in der Kommunalpolitik zuletzt Fraktionsvorsitzende ihrer Partei war. Sie wurde als Nachfolgerin von Gerhard Lehner, der nach fünf Amtszeiten nicht wieder kandidiert hatte, am 31. August 2008 ohne Gegenkandidaten im ersten Wahlgang bei 38,7 Prozent Wahlbeteiligung mit 86,7 Prozent der Stimmen gewählt. Es folgten zwei Wiederwahlen, zuletzt, pandemiebedingt verschoben, im März 2021. Durch die verschobene Wahl verschob sich der Beginn der dritten Amtszeit auf den 23. April 2021.
Amtszeiten der Bürgermeister
- 2009–2026 Eva Söllner (CDU)[10]
- 1979–2008 Gerhard Lehner[11]

### Wappen
Beschreibung: In Gold und Blau gespalten mit je einem größeren Ort am Spalt in den verwechselten Farben; darin je eine zugewendete Wachtel, wiederum in verwechselten Farben.

### Gemeindepartnerschaften
Liederbach unterhält seit vielen Jahren mehrere Gemeindepartnerschaften in Deutschland und im europäischen Ausland:
- Frauenwald, Ortsteil der Stadt Ilmenau, Thüringen
- Villebon-sur-Yvette, Frankreich
- Verwood, Grafschaft Dorset, Großbritannien
- Saldus, Lettland
- Pietrowice Wielkie, Polen

## Kultur

### Bauwerke
Siehe: Liste der Kulturdenkmäler in Liederbach am Taunus

### Regelmäßige Veranstaltungen
Der Verein Die Liederbacher Kerbeborsch richtet jährlich zwischen September und Oktober die Kerb aus. Die Kerbeborsch haben dabei die Aufgabe ihren Hannes, eine lebensgroße angekleidete Strohpuppe, die auf dem Kirchweihbaum angehängt wird, zu bewachen. Traditionell versuchen andere Dörfer dieses Symbol zu entwenden. Verbunden mit der Kerb sind auch immer Tanz und ein Rummelplatz.
Der 2005 gegründete Jugendtreff von Liederbach bietet dreimal wöchentlich einen Treffpunkt für Jugendliche. Des Weiteren gibt es einen bestimmten Tag für Mädchen.
Regelmäßig finden besondere Ausflüge und Aktionen wie Tanz- und Breakdance-Kurse sowie Film- und Spieleabende statt.

### Grünflächen und Naherholung

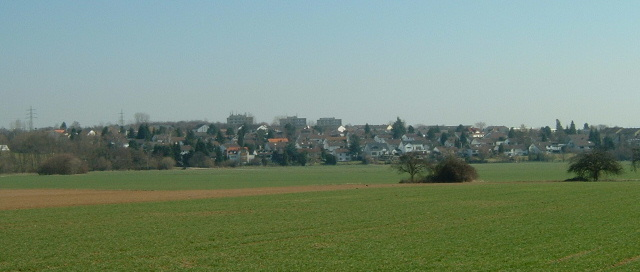
Liederbacher Heidesiedlung (vom Schmiehbachtal aus gesehen)

Das im Nordwesten der Gemarkung gelegene Schmiehbachtal ist ein beliebtes Naherholungsgebiet der Liederbacher Bevölkerung. Man bemüht sich von Seiten der Gemeindeverwaltung naturnahe Streuobstwiesen neben landwirtschaftlichen Nutzflächen zu erhalten.

## Vereine
In Liederbach gibt es zahlreiche Vereine wie die Sportgemeinschaft Oberliederbach (SGO), in der hauptsächlich Fußball und Damengymnastik praktiziert wird. Ebenso gibt es die TSG Niederhofheim, in der die Sportarten Leichtathletik, Tischtennis, Handball, Schützen, Judo und Turnen vertreten sind. Neben diesen Sportarten wird auch Volleyball beim Volleyballclub Liederbach (VCL) betrieben. Des Weiteren sind die Freiwillige Feuerwehr Liederbach und das Deutsche Rote Kreuz in Liederbach vertreten.

## Wirtschaft und Infrastruktur

### Wirtschaft
In Liederbach befand sich ab 1972 einer von 17 Abfüllstandorten von Coca-Cola in Deutschland. Nachdem die Liederbacher Bürger in einem Bürgerbegehren eine Erweiterung des Standorts ablehnten, kündigte das Unternehmen an, den Standort Liederbach aufzugeben, und schloss das Werk schließlich im Jahr 2021. Auf der 70.000 Quadratmeter großen Fläche wird das US-Unternehmen Stack Infrastructure ein Rechenzentrum errichten.
Seit 2004 befindet sich in Liederbach das Werk von VARIO, einem Hersteller von Büromöbeln. VARIO wurde im Jahr 1872 in der benachbarten Möbelstadt Kelkheim gegründet.
Im Gewerbegebiet an der Höchster Straße im Ortsteil Niederhofheim gibt es mehrere Einzelhandelsbetriebe, im Gewerbegebiet am Ortsausgang Richtung Frankfurt sind einige Unternehmen im Dienstleistungssektor ansässig.

### Bildung

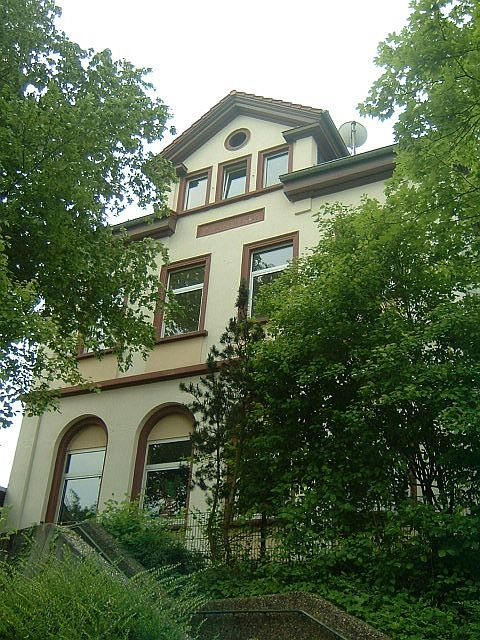
Alte Schule in der Feldstraße

Die Volkshochschule des Main-Taunus-Kreises bietet Kurse an in der Alten Schule in der Feldstraße 6 und in der Kulturscheune in der benachbarten Feldstraße 4.
Die Liederbachschule in der  Wachenheimer Straße 67 stellt den ortsnahen Schulbesuch der Grundschulkinder sicher.
Weiterführende Schulen sind in benachbarten Städten wie Kelkheim, Bad Soden, Schwalbach, Frankfurt oder auch Sulzbach zu finden. Nicht zuletzt hat auch die nahegelegene Kreisstadt Hofheim einen Ruf als Schulstadt.

### Verkehr

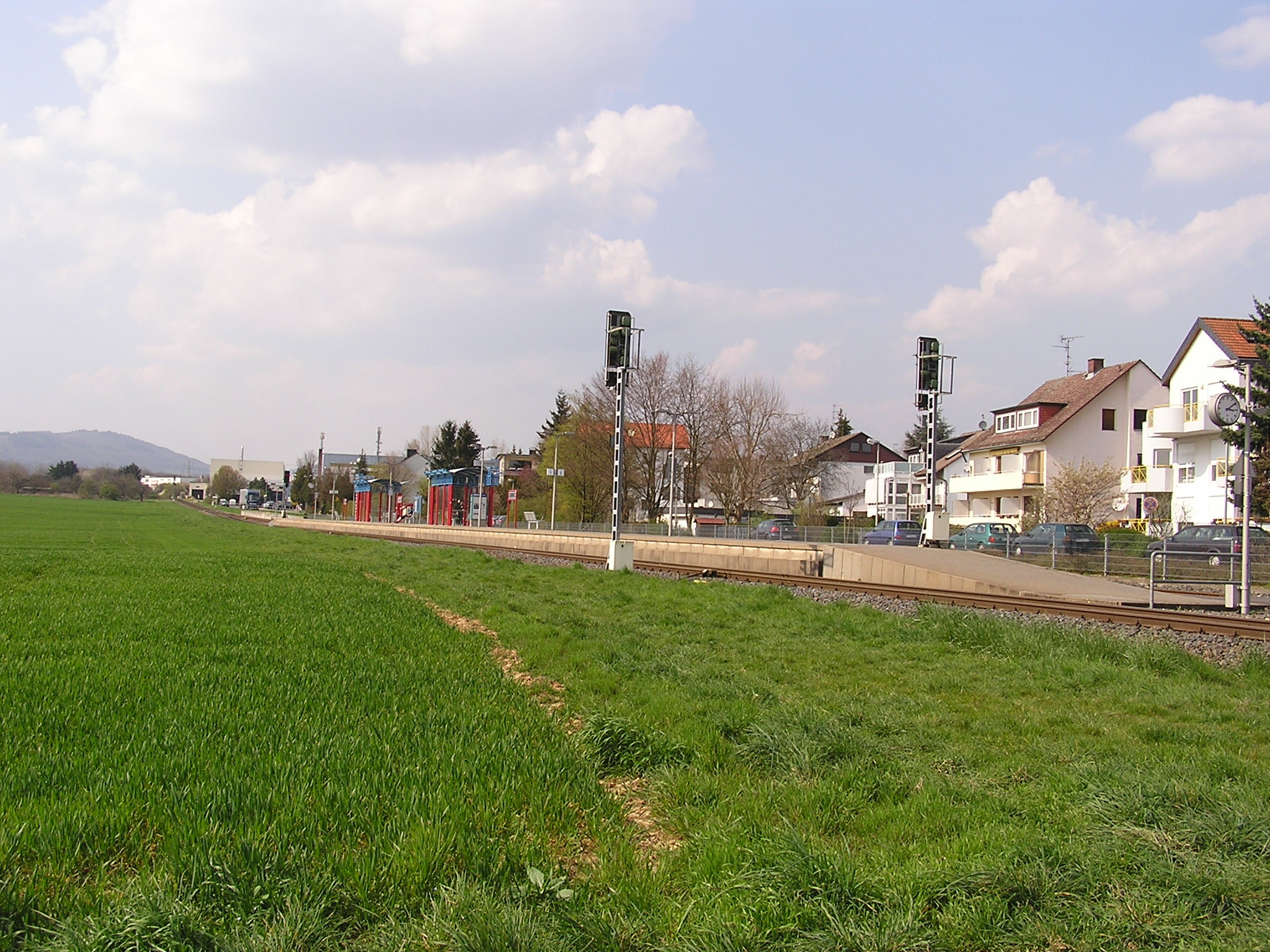
Bahnhof der Königsteiner Bahn

Liederbach liegt an der Königsteiner Bahn mit dem Bahnhof Liederbach und dem Haltepunkt Liederbach Süd.
Parallel zur Bahnlinie führt die Landesstraße 3016 von Unterliederbach im Südosten durch Oberliederbach nach Kelkheim im Nordwesten. Die Landesstraße 3014 führt als Limesspange von Schwalbach am Taunus im Nordosten zwischen Bad Soden und Sulzbach hindurch nach Niederhofheim und weiter nach Kelkheim.
Dem überörtlichen Straßenverkehr dienen am nordöstlichen Ortsrand eine Anschlussstelle der Bundesstraße 8 und im Westen eine Anschlussstelle der Bundesstraße 519. 